# Ballon d'or 1999
Navigation
Édition précédente Édition suivante
Le Ballon d'or 1999, qui récompense le meilleur footballeur évoluant dans un club européen, est attribué à Rivaldo.

## Résultats
| Rang | Nom                  | Sélection nationale  | Club                                 | Points |
| ---- | -------------------- | -------------------- | ------------------------------------ | ------ |
| 1    | Rivaldo              | Brésil               | FC Barcelone                         | 219    |
| 2    | David Beckham        | Angleterre           | Manchester United                    | 154    |
| 3    | Andriy Chevtchenko   | Ukraine              | Dynamo Kiev / Milan AC               | 64     |
| 4    | Gabriel Batistuta    | Argentine            | AC Fiorentina                        | 48     |
| 5    | Luís Figo            | Portugal             | FC Barcelone                         | 38     |
| 6    | Roy Keane            | République d'Irlande | Manchester United                    | 36     |
| 7    | Christian Vieri      | Italie               | SS Lazio / Inter Milan               | 33     |
| 8    | Juan Sebastián Verón | Argentine            | Parme FC / SS Lazio                  | 30     |
| 9    | Raúl                 | Espagne              | Real Madrid                          | 27     |
| 10   | Lothar Matthäus      | Allemagne            | Bayern Munich                        | 16     |
| 11   | Dwight Yorke         | Trinité-et-Tobago    | Manchester United                    | 14     |
| 12   | Jaap Stam            | Pays-Bas             | Manchester United                    | 13     |
| 13   | Siniša Mihajlović    | RF Yougoslavie       | SS Lazio                             | 12     |
| 14   | Zlatko Zahovič       | Slovénie             | Porto / Olympiakos                   | 9      |
| 15   | Pavel Nedvěd         | Tchéquie             | SS Lazio                             | 8      |
| 16   | Mário Jardel         | Brésil               | Porto                                | 7      |
| 17   | Peter Schmeichel     | Danemark             | Manchester United / Sporting Lisbona | 6      |
| 18   | Stefan Effenberg     | Allemagne            | Bayern Munich                        | 5      |
| 19   | Oliver Bierhoff      | Allemagne            | Milan AC                             | 4      |
| 19   | Zinédine Zidane      | France               | Juventus de Turin                    | 4      |
| 21   | Mario Basler         | Allemagne            | Bayern Munich / Kaiserslautern       | 3      |
| 21   | Ryan Giggs           | Pays de Galles       | Manchester United                    | 3      |
| 23   | Hernán Crespo        | Argentine            | Parme FC                             | 2      |
| 23   | Nwankwo Kanu         | Nigeria              | Arsenal FC                           | 2      |
| 23   | Ronaldo              | Brésil               | Inter Milan                          | 2      |
| 26   | Claudio López        | Argentine            | Valence CF                           | 1      |
| 26   | Andy Cole            | Angleterre           | Manchester United                    | 1      |
| 26   | Edgar Davids         | Pays-Bas             | Juventus de Turin                    | 1      |
| 26   | David Ginola         | France               | Tottenham Hotspur                    | 1      |
| 26   | Roberto Carlos       | Brésil               | Real Madrid                          | 1      |
| 26   | Marcelo Salas        | Chili                | SS Lazio                             | 1      |

19 joueurs nommés n'ont reçu aucun point de la part des jurés : Fabien Barthez, Dennis Bergkamp, Laurent Blanc, Gianluigi Buffon, Frank de Boer, Marcel Desailly, Giovane Élber, Pep Guardiola, Filippo Inzaghi, Patrick Kluivert, Paolo Maldini, Fernando Morientes, Hidetoshi Nakata, Emmanuel Petit, Gustavo Poyet, Oleksandr Shovkovskiy, Lilian Thuram, Sylvain Wiltord et Gianfranco Zola.